# 2020 en Australie
Chronologie de l'Australie
- 2016
- 2017
- 2018
- 2019
- 2020
- 2021
- 2022
- 2023
- 2024

Cette page concerne les évènements survenus en 2020 en Australie :

## Chronologie
- Depuis 2019 : Feux de brousse en Australie
- 25 janvier : Début officiel de la pandémie de Covid-19 en Australie .
- 3-9 février : Cyclone Damien (en)
- 1er mai : Attaque au couteau de South Hedland

## Élections
- 1er août : Élections au Conseil législatif tasmanien
- 22 août :  Élections législatives dans le Territoire du Nord
- 17 octobre :  Élections législatives dans le Territoire de la capitale australienne
- 31 octobre :  Élections législatives au Queensland

## Culture

### Sortie de films
- 100% Loup
- 2067
- Black Water: Abyss
- Canicule
- Escape from Pretoria
- Invisible Man
- Miss Fisher et le Tombeau des larmes
- Relic
- Le Rêve de Daisy
- Tunable Mimoid

## Sport
- Championnat d'Australie de football 2019-2020
- Championnat d'Australie de football 2020-2021
- Championnat d'Australie féminin de football 2020-2021
- Saison 2020 de la National Rugby League
- Saison 2020 de Super Rugby
- Super Rugby AU
- 1er-2 février : 
  - Tournoi d'Australie de rugby à sept 2020
  - Tournoi féminin d'Australie de rugby à sept 2020
- 31 octobre-5 décembre : Tri-nations 2020
- 4-18 novembre : State of Origin 2020
- 19-20 décembre : Championnats d'Océanie d'escalade 2020 à Sydney.

## Création
- Hôpital de campagne contre le coronavirus de Canberra

## Décès
- Timoshenko Aslanides (en), poète.
- Alexander Frater (en), écrivain et journaliste.
- Tom Long (en), acteur.
- Barry McDonald (en), rugbyman.